# BCL11B
BCL11B je protein kódovaný u člověka stejnojmenným genem BCL11B.

## Lokalizace genu

Gen BCL11B je u člověka lokalizován na 14. chromosomu.

Gen BCL11B se u člověka nachází na 14. chromozomu, konkrétně v pozici 14p32.2.
Analog genu BCL11B u myší se nazývá Bcl11b nebo také Rit1 a nachází se na myším chromozomu 12.

## Funkce

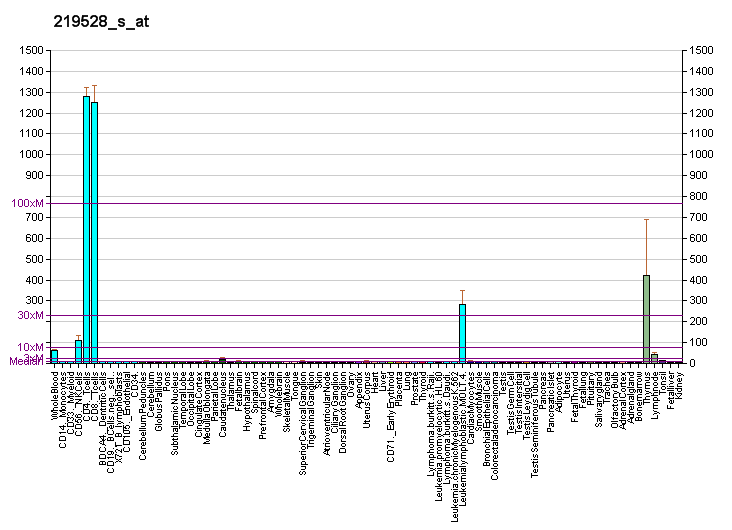
Míra exprese genu BCL11B se liší u různých typů buněk - největší je u CD4+ a CD8+ T lymfocytů.

Gen BCL11B kóduje stejnojmenný protein, který obsahuje zinc fingerovou doménu typu C2H2.
BCL11B je svou strukturou i funkcí velmi podobný proteinu BCL11A. Oba jsou asociované se vznikem malignit, předpokládá se že hlavně hematopoetického charakteru a asociovaných s poruchou T lymfocytů.
Existují také studie naznačující spojení exprese BCL11B s vývojem ameloblastu - buněk, ze který vzniká zubní sklovina.

## Patologie
BCL11B má kromě vývoje zubní skloviny vliv také na vývoj a funkci leukocytů. Mutace v tomto genu vede k imunitní dysregulaci, která se projevuje jako tzv. SCID (z angl. Severe Combined Immunodeficiency), v tomto případě označovaná konkrétně jako Immunodeficiency 49 (OMIM #617237). Pro tento typ SCID je typická klasifikace T-B+NK+. U pacientů tedy detekujeme absenci anebo malfunkci T lymfocytů, hlavně co se týká testu proliferace. Naproti tomu nemá tato mutace vliv na B lymfocyty a NK buňky.
Typickými symptomy tohoto imunodeficitu jsou kromě právě zmíněných problémů s T lymfocyty také poruchy vývoje zubů, dimorfismy obličejové části lebky a také různé typy dermatitid. U pacientů také můžeme běžně sledovat opožděný intelektuální vývoj. Všechny tyto problémy se projevují velmi brzy po narození, maximálně v prvních pár letech života. Jedinou známou léčbou je transplantace hematopoetických kmenových buněk.
Immunodeficiency 49 má autozomálně dominantní negativní dědičnost, jelikož všechny dosud popsané případy byly demonstrovány na pacientech, u nichž byla sekvenováním potvrzena heterozygotní mutace v genu BCL11B.

## Výzkumné projekty
Myší model využívající knock-out Bcl11b ukázal jeho spojení s nespecifickými střevními záněty. Změna exprese tohoto genu u některých typů buněk, konkrétně u některých subpopulací T lymfocytů, vedla k indukci tohoto onemocnění u testovaných myší. Mechanismus tohoto efektu je pravděpodobně založený na ovlivnění supresivní aktivity T regulačních buněk a změně cytokinového prostředí. Konkrétně se předpokládá, že Bcl11b interaguje s promotory genů Foxp3 a IL10, a tím snižuje supresivní funkci Treg ve střevě.
Pomocí myšího modelu byl také prokázán vliv Bcl11b na maligní onemocnění jako jsou lymfomy. V tomto případě je očekávaným mechanismem interakce s tumor supresorovým genem p53.